# Outlaws (Fernsehserie)
Outlaws ist eine US-amerikanische Westernserie, die zwischen 1960 und 1962 produziert wurde.

## Handlung
Outlaws erzählt von den Abenteuern des United States Marshal Frank Caine im Oklahoma-Territorium der 1890er Jahre, der Zeit nach dem Oklahoma Land Run, als innerhalb kürzester Zeit zehntausende Siedler in das Territorium eingeströmt waren. Um für Ruhe und Ordnung zu sorgen, entsendet der Präsident der Vereinigten Staaten mehrere Marshals nach Oklahoma. Begleitet wird Frank Caine von seinem Deputy Will Foreman. Zu Beginn der zweiten Staffel verließ der Hauptdarsteller Don Collier die Serie, woraufhin Barton MacLanes Rolle vom Deputy zum Marshal befördert wurde. Als neuen Deputy wurde ihm Chalk Breeson zur Seite gestellt. Ebenfalls nur in der zweiten Staffel zu sehen ist die Figur des Slim.

## Hintergrund
Die erste Staffel wurde noch in Schwarz-weiß produziert, die zweite Staffel dann in Farbe. Während in der ersten Staffel noch aus der Perspektive der Kriminellen erzählt wurde, änderte sich die Erzählweise in der zweiten Staffel auf die gängigere Perspektive des Gesetzeshüters.
Zu bekannten Gaststars der Serie zählten James Coburn, Vic Morrow, Cliff Robertson, William Shatner und Leonard Nimoy.

## Auszeichnungen
- 1961: Emmy-Nominierung für William Margulies (Outstanding Achievement in Cinematography for Television)